# Brazuelo (kommunhuvudort)
Brazuelo är en kommunhuvudort i Spanien.   Den ligger i provinsen Provincia de León och regionen Kastilien och Leon, i den nordvästra delen av landet, 300 km nordväst om huvudstaden Madrid. Brazuelo ligger 970 meter över havet och antalet invånare är 328.
Terrängen runt Brazuelo är platt åt sydost, men åt nordväst är den kuperad. Runt Brazuelo är det ganska tätbefolkat, med 58 invånare per kvadratkilometer. Närmaste större samhälle är Astorga, 9,3 km sydost om Brazuelo. 